# Danh sách tiểu hành tinh: 2601–2700
| Tên                 | Tên đầu tiên | Ngày phát hiện       | Nơi phát hiện       | Người phát hiện                                        |
| ------------------- | ------------ | -------------------- | ------------------- | ------------------------------------------------------ |
| 2601 Bologna        | 1980 XA      | 8 tháng 12 năm 1980  | Bologna             | Osservatorio San Vittore                               |
| 2602 Moore          | 1982 BR      | 24 tháng 1 năm 1982  | Anderson Mesa       | E. Bowell                                              |
| 2603 Taylor         | 1982 BW1     | 30 tháng 1 năm 1982  | Anderson Mesa       | E. Bowell                                              |
| 2604 Marshak        | 1972 LD1     | 13 tháng 6 năm 1972  | Nauchnij            | T. M. Smirnova                                         |
| 2605 Sahade         | 1974 QA      | 16 tháng 8 năm 1974  | El Leoncito         | Felix Aguilar Observatory                              |
| 2606 Odessa         | 1976 GX2     | 1 tháng 4 năm 1976   | Nauchnij            | N. S. Chernykh                                         |
| 2607 Yakutia        | 1977 NR      | 14 tháng 7 năm 1977  | Nauchnij            | N. S. Chernykh                                         |
| 2608 Seneca         | 1978 DA      | 17 tháng 2 năm 1978  | La Silla            | H.-E. Schuster                                         |
| 2609 Kiril-Metodi   | 1978 PB4     | 9 tháng 8 năm 1978   | Nauchnij            | N. S. Chernykh, L. I. Chernykh                         |
| 2610 Tuva           | 1978 RO1     | 5 tháng 9 năm 1978   | Nauchnij            | N. S. Chernykh                                         |
| 2611 Boyce          | 1978 VQ5     | 7 tháng 11 năm 1978  | Palomar             | E. F. Helin, S. J. Bus                                 |
| 2612 Kathryn        | 1979 DE      | 28 tháng 2 năm 1979  | Anderson Mesa       | N. G. Thomas                                           |
| 2613 Plzeň          | 1979 QE      | 30 tháng 8 năm 1979  | Kleť                | L. Brožek                                              |
| 2614 Torrence       | 1980 LP      | 11 tháng 6 năm 1980  | Palomar             | C. S. Shoemaker                                        |
| 2615 Saito          | 1951 RJ      | 4 tháng 9 năm 1951   | Heidelberg          | K. Reinmuth                                            |
| 2616 Lesya          | 1970 QV      | 28 tháng 8 năm 1970  | Nauchnij            | T. M. Smirnova                                         |
| 2617 Jiangxi        | 1975 WO1     | 16 tháng 11 năm 1975 | Nanking             | Purple Mountain Observatory                            |
| 2618 Coonabarabran  | 1979 MX2     | 25 tháng 6 năm 1979  | Siding Spring       | E. F. Helin, S. J. Bus                                 |
| 2619 Skalnaté Pleso | 1979 MZ3     | 25 tháng 6 năm 1979  | Siding Spring       | E. F. Helin, S. J. Bus                                 |
| 2620 Santana        | 1980 TN      | 3 tháng 10 năm 1980  | Kleť                | Z. Vávrová                                             |
| 2621 Goto           | 1981 CA      | 9 tháng 2 năm 1981   | Geisei              | T. Seki                                                |
| 2622 Bolzano        | 1981 CM      | 9 tháng 2 năm 1981   | Kleť                | L. Brožek                                              |
| 2623 Zech           | A919 SA      | 22 tháng 9 năm 1919  | Heidelberg          | K. Reinmuth                                            |
| 2624 Samitchell     | 1962 RE      | 7 tháng 9 năm 1962   | Brooklyn            | Đại học Indiana                                        |
| 2625 Jack London    | 1976 JQ2     | 2 tháng 5 năm 1976   | Nauchnij            | N. S. Chernykh                                         |
| 2626 Belnika        | 1978 PP2     | 8 tháng 8 năm 1978   | Nauchnij            | N. S. Chernykh                                         |
| 2627 Churyumov      | 1978 PP3     | 8 tháng 8 năm 1978   | Nauchnij            | N. S. Chernykh                                         |
| 2628 Kopal          | 1979 MS8     | 25 tháng 6 năm 1979  | Siding Spring       | E. F. Helin, S. J. Bus                                 |
| 2629 Rudra          | 1980 RB1     | 13 tháng 9 năm 1980  | Palomar             | C. T. Kowal                                            |
| 2630 Hermod         | 1980 TF3     | 14 tháng 10 năm 1980 | Haute Provence      | Haute Provence                                         |
| 2631 Zhejiang       | 1980 TY5     | 7 tháng 10 năm 1980  | Nanking             | Purple Mountain Observatory                            |
| 2632 Guizhou        | 1980 VJ1     | 6 tháng 11 năm 1980  | Nanking             | Purple Mountain Observatory                            |
| 2633 Bishop         | 1981 WR1     | 24 tháng 11 năm 1981 | Anderson Mesa       | E. Bowell                                              |
| 2634 James Bradley  | 1982 DL      | 21 tháng 2 năm 1982  | Anderson Mesa       | E. Bowell                                              |
| 2635 Huggins        | 1982 DS      | 21 tháng 2 năm 1982  | Anderson Mesa       | E. Bowell                                              |
| 2636 Lassell        | 1982 DZ      | 20 tháng 2 năm 1982  | Anderson Mesa       | E. Bowell                                              |
| 2637 Bobrovnikoff   | A919 SB      | 22 tháng 9 năm 1919  | Heidelberg          | K. Reinmuth                                            |
| 2638 Gadolin        | 1939 SG      | 19 tháng 9 năm 1939  | Turku               | Y. Väisälä                                             |
| 2639 Planman        | 1940 GN      | 9 tháng 4 năm 1940   | Turku               | Y. Väisälä                                             |
| 2640 Hällström      | 1941 FN      | 18 tháng 3 năm 1941  | Turku               | L. Oterma                                              |
| 2641 Lipschutz      | 1949 GJ      | 4 tháng 4 năm 1949   | Brooklyn            | Đại học Indiana                                        |
| 2642 Vésale         | 1961 RA      | 14 tháng 9 năm 1961  | Uccle               | S. J. Arend                                            |
| 2643 Bernhard       | 1973 SD      | 19 tháng 9 năm 1973  | Palomar             | T. Gehrels                                             |
| 2644 Victor Jara    | 1973 SO2     | 22 tháng 9 năm 1973  | Nauchnij            | N. S. Chernykh                                         |
| 2645 Daphne Plane   | 1976 QD      | 30 tháng 8 năm 1976  | Palomar             | E. F. Helin                                            |
| 2646 Abetti         | 1977 EC1     | 13 tháng 3 năm 1977  | Nauchnij            | N. S. Chernykh                                         |
| 2647 Sova           | 1980 SP      | 29 tháng 9 năm 1980  | Kleť                | Z. Vávrová                                             |
| 2648 Owa            | 1980 VJ      | 8 tháng 11 năm 1980  | Anderson Mesa       | E. Bowell                                              |
| 2649 Oongaq         | 1980 WA      | 29 tháng 11 năm 1980 | Anderson Mesa       | E. Bowell                                              |
| 2650 Elinor         | 1931 EG      | 14 tháng 3 năm 1931  | Heidelberg          | M. F. Wolf                                             |
| 2651 Karen          | 1949 QD      | 28 tháng 8 năm 1949  | Johannesburg        | E. L. Johnson                                          |
| 2652 Yabuuti        | 1953 GM      | 7 tháng 4 năm 1953   | Heidelberg          | K. Reinmuth                                            |
| 2653 Principia      | 1964 VP      | 4 tháng 11 năm 1964  | Brooklyn            | Đại học Indiana                                        |
| 2654 Ristenpart     | 1968 OG      | 18 tháng 7 năm 1968  | Cerro El Roble      | C. Torres, S. Cofre                                    |
| 2655 Guangxi        | 1974 XX      | 14 tháng 12 năm 1974 | Nanking             | Purple Mountain Observatory                            |
| 2656 Evenkia        | 1979 HD5     | 25 tháng 4 năm 1979  | Nauchnij            | N. S. Chernykh                                         |
| 2657 Bashkiria      | 1979 SB7     | 23 tháng 9 năm 1979  | Nauchnij            | N. S. Chernykh                                         |
| 2658 Gingerich      | 1980 CK      | 13 tháng 2 năm 1980  | Harvard Observatory | Harvard Observatory                                    |
| 2659 Millis         | 1981 JX      | 5 tháng 5 năm 1981   | Anderson Mesa       | E. Bowell                                              |
| 2660 Wasserman      | 1982 FG      | 21 tháng 3 năm 1982  | Anderson Mesa       | E. Bowell                                              |
| 2661 Bydžovský      | 1982 FC1     | 23 tháng 3 năm 1982  | Kleť                | Z. Vávrová                                             |
| 2662 Kandinsky      | 4021 P-L     | 24 tháng 9 năm 1960  | Palomar             | C. J. van Houten, I. van Houten-Groeneveld, T. Gehrels |
| 2663 Miltiades      | 6561 P-L     | 24 tháng 9 năm 1960  | Palomar             | C. J. van Houten, I. van Houten-Groeneveld, T. Gehrels |
| 2664 Everhart       | 1934 RR      | 7 tháng 9 năm 1934   | Heidelberg          | K. Reinmuth                                            |
| 2665 Schrutka       | 1938 DW1     | 24 tháng 2 năm 1938  | Heidelberg          | A. Bohrmann                                            |
| 2666 Gramme         | 1951 TA      | 8 tháng 10 năm 1951  | Uccle               | S. J. Arend                                            |
| 2667 Oikawa         | 1967 UO      | 30 tháng 10 năm 1967 | Hamburg-Bergedorf   | L. Kohoutek                                            |
| 2668 Tataria        | 1976 QV      | 26 tháng 8 năm 1976  | Nauchnij            | N. S. Chernykh                                         |
| 2669 Shostakovich   | 1976 YQ2     | 16 tháng 12 năm 1976 | Nauchnij            | L. I. Chernykh                                         |
| 2670 Chuvashia      | 1977 PW1     | 14 tháng 8 năm 1977  | Nauchnij            | N. S. Chernykh                                         |
| 2671 Abkhazia       | 1977 QR2     | 21 tháng 8 năm 1977  | Nauchnij            | N. S. Chernykh                                         |
| 2672 Písek          | 1979 KC      | 31 tháng 5 năm 1979  | Kleť                | J. Květoň                                              |
| 2673 Lossignol      | 1980 KN      | 22 tháng 5 năm 1980  | La Silla            | H. Debehogne                                           |
| 2674 Pandarus       | 1982 BC3     | 27 tháng 1 năm 1982  | Harvard Observatory | Oak Ridge Observatory                                  |
| 2675 Tolkien        | 1982 GB      | 14 tháng 4 năm 1982  | Anderson Mesa       | M. Watt                                                |
| 2676 Aarhus         | 1933 QV      | 25 tháng 8 năm 1933  | Heidelberg          | K. Reinmuth                                            |
| 2677 Joan           | 1935 FF      | 25 tháng 3 năm 1935  | Nice                | M. Laugier                                             |
| 2678 Aavasaksa      | 1938 DF1     | 24 tháng 2 năm 1938  | Turku               | Y. Väisälä                                             |
| 2679 Kittisvaara    | 1939 TG      | 7 tháng 10 năm 1939  | Turku               | Y. Väisälä                                             |
| 2680 Mateo          | 1975 NF      | 1 tháng 7 năm 1975   | El Leoncito         | Felix Aguilar Observatory                              |
| 2681 Ostrovskij     | 1975 VF2     | 2 tháng 11 năm 1975  | Nauchnij            | T. M. Smirnova                                         |
| 2682 Soromundi      | 1979 MF4     | 25 tháng 6 năm 1979  | Siding Spring       | E. F. Helin, S. J. Bus                                 |
| 2683 Brian          | 1981 AD1     | 10 tháng 1 năm 1981  | Anderson Mesa       | N. G. Thomas                                           |
| 2684 Douglas        | 1981 AH1     | 3 tháng 1 năm 1981   | Anderson Mesa       | N. G. Thomas                                           |
| 2685 Masursky       | 1981 JN      | 3 tháng 5 năm 1981   | Anderson Mesa       | E. Bowell                                              |
| 2686 Linda Susan    | 1981 JW1     | 5 tháng 5 năm 1981   | Palomar             | C. S. Shoemaker                                        |
| 2687 Tortali        | 1982 HG      | 18 tháng 4 năm 1982  | Anderson Mesa       | M. Watt                                                |
| 2688 Halley         | 1982 HG1     | 25 tháng 4 năm 1982  | Anderson Mesa       | E. Bowell                                              |
| 2689 Bruxelles      | 1935 CF      | 3 tháng 2 năm 1935   | Uccle               | S. J. Arend                                            |
| 2690 Ristiina       | 1938 DG1     | 24 tháng 2 năm 1938  | Turku               | Y. Väisälä                                             |
| 2691 Sersic         | 1974 KB      | 18 tháng 5 năm 1974  | El Leoncito         | Felix Aguilar Observatory                              |
| 2692 Chkalov        | 1976 YT3     | 16 tháng 12 năm 1976 | Nauchnij            | L. I. Chernykh                                         |
| 2693 Yan'an         | 1977 VM1     | 3 tháng 11 năm 1977  | Nanking             | Purple Mountain Observatory                            |
| 2694 Pino Torinese  | 1979 QL1     | 22 tháng 8 năm 1979  | La Silla            | C.-I. Lagerkvist                                       |
| 2695 Christabel     | 1979 UE      | 17 tháng 10 năm 1979 | Anderson Mesa       | E. Bowell                                              |
| 2696 Magion         | 1980 HB      | 16 tháng 4 năm 1980  | Kleť                | L. Brožek                                              |
| 2697 Albina         | 1969 TC3     | 9 tháng 10 năm 1969  | Nauchnij            | B. A. Burnasheva                                       |
| 2698 Azerbajdzhan   | 1971 TZ      | 11 tháng 10 năm 1971 | Nauchnij            | Đài thiên văn vật lý thiên văn Krym                    |
| 2699 Kalinin        | 1976 YX      | 16 tháng 12 năm 1976 | Nauchnij            | L. I. Chernykh                                         |
| 2700 Baikonur       | 1976 YP7     | 20 tháng 12 năm 1976 | Nauchnij            | N. S. Chernykh                                         |